# Peter van Diest
Peter van Diest (1454 – 1507) è stato uno scrittore fiammingo, a cui si attribuisce la stesura del dramma medievale Elckerlijc.
Elckerlijc, traducibile in lingua italiana come L'uomo comune, è arrivato sino ai giorni nostri in forma di manoscritto, in cui però non veniva menzionato il nome dell'autore. Una traduzione in latino del 1539 di Georgius Macropedius, tuttavia, afferma che l'autore originale è un certo Petrus Diesthemius ('Peter von Diest'). Poco altro è conosciuto sullo scrittore.
È stato identificato con il monaco certosino Petrus Dorlandus (1454–1507), che visse a Diest (l'attuale Belgio) e scrisse delle vite dei santi. Questa identificazione, tuttavia, è controverso tra i filologi.
| Controllo di autorità | BAV 495/18589 · LCCN (EN) n91800580 · BNF (FR) cb119917586 (data) |